# 羅斯伍德鎮區 (堪薩斯州羅林斯縣)
羅斯伍德鎮區（英語：Rocewood Township）為美國堪薩斯州羅林斯縣轄下的鎮區。2010年美国人口普查中該鎮區人口有384人。

## 地理
羅斯伍德鎮區涵蓋總面積為741.95平方（286.47平方英里），其中741.88平方（286.44平方英里）為陸地，0.07平方（0.027平方英里）或0.01%為水域。海拔高度998（3,274英尺）。

## 人口統計
根據2010年美國人口普查，羅斯伍德鎮區人口有384人，住房218戶，人口密度為0.52人/每平方公里。此鎮區居民之種族中，白人有375人，非裔美國人有3人，美洲原住民有2人，亞裔美國人有1人，太平洋島裔美國人有0人，其他種族有1人，混血種族則有2人。此外此鎮區有2人為西班牙裔或拉丁裔美國人。

## 交通

### 主要公路
- 36號美國國道